# Alliance for Open Media
Alliance for Open Media (Альянс за открытые медиа) — некоммерческая организация, занимающаяся разработкой и внедрением открытых видеоформатов без лицензионных отчислений.
Первым проектом организации является AV1, который позиционируется как замена платного HEVC для видео, передаваемого по сети Интернет. Формат включает в себя наработки из Daala, Thor и VP10.

## Структура
Организация зарегистрирована и располагается в США. Целью альянса является выпуск новых свободных видео-кодеков под лицензией BSD 2-Clause. Организация приняла патентные правила W3C, которые обязывают участников раскрывать все профильные патенты и предоставлять их безвозмездную патентную лицензию.
Процесс разработки является публичным. Для проектов используются публично доступные системы контроля исходного кода и системы отслеживания ошибок. 
В организации предусмотрено два вида членства: обычное или управляющее, с членством в совете директоров. Последние также называются членами-основателями (founding members), хотя они и не должны быть членами с момента основания организации. Членами организации являются многие лидеры отраслей интернет-вещания, разработки и производства электроники, а также создатели Интернет-браузеров. Некоторые члены также располагают патентами, задействованными в HEVC.

### Руководящие члены
- Amazon
- Apple
- ARM
- Cisco
- Facebook[8][9]
- Google
- IBM[9]
- Intel
- Microsoft
- Mozilla
- Netflix
- Nvidia

### Обычные члены
- Adobe
- Allegro DVT
- AMD
- Amlogic
- Argon Design[10]
- Ateme
- BBC Research & Development[11]
- Bitmovin[12][13]
- Broadcom
- Chips&Media[14]
- Hulu
- Ittiam
- iQiyi
- NGCodec[15]
- Polycom
- Realtek
- Sigma Designs
- Socionext
- VeriSilicon
- VideoLAN[16]
- Vidyo
- Vimeo[17]
- Xilinx